# (I'm Gonna) Love Me Again
«(I Gonna) Love Me Again» — пісня з біографічної драми «Рокетмен» 2019 року. Написана Елтоном Джоном та Берні Топіном, виконана Елтоном Джоном та Тароном Еджертоном. В офіційному музичному відео представлені як архівні кліпи з ранньої кар'єри Елтона Джона, так і сцени з фільму. Пісня отримала нагороду за найкращу оригінальну пісню на 77-ій церемонії нагородження «Золотий глобус», премію в категорії «Найкраща пісня» на 25-ій церемонії нагородження «Вибір критиків» та в категорії «Найкраща оригінальна пісня» на 24-й церемонії нагородження премією «Супутник». 9 лютого 2020 року пісня здобула премію у категорії «Найкраща оригінальна пісня» на 92-й церемонії вручення премій Американської Кіноакадемії («Оскар»).
Прем'єра пісні відбулася на радіо «BBC 2» 16 травня 2019 року.

## Нагороди
| Нагорода                                            | Категорія                                      | Результат |
| --------------------------------------------------- | ---------------------------------------------- | --------- |
| Премія «Оскар»                                      | Найкраща оригінальна пісня                     | Перемога  |
| Премія «Золотий глобус»                             | Найкраща оригінальна пісня                     | Перемога  |
| Кінопремія «Вибір критиків»                         | Найкраща пісня                                 | Перемога  |
| Премія «Супутник»                                   | Найкраща оригінальна пісня                     | Перемога  |
| Премія Асоціації критиків Голлівуду                 | Найкраща оригінальна пісня                     | Номінація |
| Hollywood Music in Media Awards                     | Найкраща оригінальна пісня у художньому фільмі | Номінація |
| Премія «Золоте дербі»                               | Найкраща оригінальна пісня                     | Перемога  |
| Премія Асоціації кінокритиків Джорджиї              | Найкраща оригінальна пісня                     | Номінація |
| Премія Товариства кінокритиків Х'юстона             | Найкраща оригінальна пісня                     | Номінація |
| Music City Film Critics' Association Awards         | Найкраща пісня                                 | Перемога  |
| Latino Entertainment Journalists Association Awards | Найкраща пісня, написана для кінофільму        | Перемога  |
| Премія Товариства кінокритиків Гаваїв               | Найкраща пісня                                 | Перемога  |
| Премія Асоціації інтернет-кіно та телебачення       | Найкраща оригінальна пісня                     | Перемога  |
| Премія Товариства кінокритиків Денвера              | Найкраща оригінальна пісня                     | Номінація |
| Кінонагорода NBP                                    | Найкраща оригінальна пісня                     | Номінація |
| Нагорода критиків штату Айова                       | Найкраща пісня                                 | Номінація |

## Музичне відео
Музичне відео зняв режисер Кії Аренс. Кліп був завантажений на офіційну сторінку Vevo Елтона Джона 13 червня 2019 року. У голових ролях — справжній Джон та Еджертон в ролі Джона в фільмі «Рокетмен», архівні кадри музиканта та відеозапис Джона та Еджертона, які записують пісню в студії. Кліп також включає калейдоскопічну анімацію обкладинок альбомів та концертних плакатів періоду розквіту Джона.

Відео про створення кліпу було оприлюднено 4 липня 2019 року на акаунті Джона на Vevo, де Джон і Берні Топін обговорюють трек у закулісному відео.

## Живий виступ
Пісню «(I Gonna) Love Me Again» було виконано Джоном та Еджертоном на концерті «Paramount Pictures' Rocketman: Live in Concert» в приміщенні «Грецького театру» в Лос-Анджелесі з Голлівудським симфонічним оркестром 17 жовтня 2019 року.

## Ремікс
За ремікс відповідав музичний гурт «Purple Disco Machine». Ремікс-версія стала доступною для завантаження і прослуховування 19 грудня 2019 року.

## Чарти
| Chart (2019—2020)                      | Peak position |
| -------------------------------------- | ------------- |
| Бельгія (Ultratip Flanders)            | 32            |
| США (Adult Contemporary) (Billboard)   | 12            |
| США (Hot Dance Club Songs) (Billboard) | 6             |